# Stadion Lohmühle
El Stadion Lohmühle oficialmente Stadion an der Lohmühle, es un estadio de fútbol ubicado en la ciudad de Lübeck. Se encuentra dentro del barrio de St. Lorenz Nord en el distrito Holstentor Nord y es el campo del VfB Lübeck. Después de la demolición de la antigua tribuna de pie y la construcción de la nueva tribuna principal en 1996 durante el ascenso a la 2. Bundesliga un año antes, el estadio tenía 17 869 asientos, incluidos alrededor de 4400 asientos cubiertos. En 2019, el estadio tiene oficialmente 15 292 asientos, incluidos 5050 asientos cubiertos, lo que lo convierte en el estadio más grande de Schleswig-Holstein justo antes de la apertura en Kiel del Holstein-Stadion (15 034 asientos). Sin embargo, sólo se pueden usar alrededor de 11 000 espacios.

## Historia

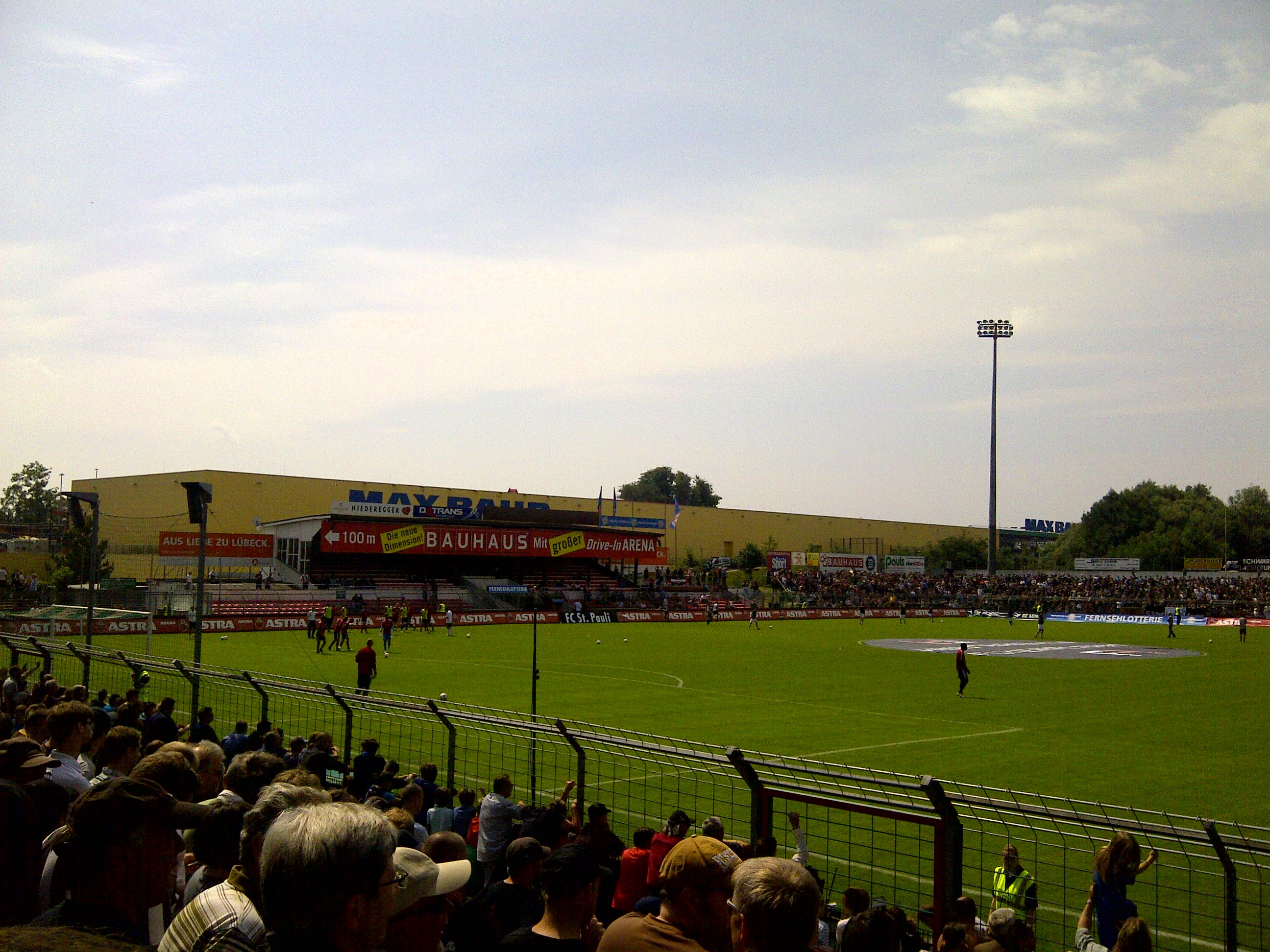
La tribuna frontal en julio de 2011

El campo deportivo Lohmühle fue construido por miembros del ATSV Lübeck (ahora TuS 93) desde 1926 y se abrió el 12 de mayo de 1929. El estadio tenía una pista de atletismo y otras instalaciones deportivas, pero no tribunas y vestuarios. Después de que el Partido Nacionalsocialista prohibiera el ATSV en mayo de 1933, la instalación cayó en manos del Tercer Reich; los nazis cambiaron el nombre del estadio a "Adolf-Hitler-Kampfbahn". Debido a que el campo deportivo Kasernenhof fue reclamado por la Wehrmacht a fines de 1934, consiguió manejar la Gauligist y al SV Polizei Lübeck se le asignó el lugar y jugó sus partidos locales aquí desde noviembre de 1934. La policía de SV construyó por primera vez una tribuna de asientos con 472 asientos en 1937 para un total de 42 000 Reichsmark y un año después una tribuna de pie cubierta para alrededor de 3000 visitantes en la parte posterior en ese momento. La capacidad era entonces de unos 7000 espectadores.
Después de 1945 y del final del nacionalsocialismo en Alemania, hubo una disputa legal duradera entre el recién fundado VfB Lübeck como el sucesor legal del SV Polizei Lübeck y el ATSV Lübeck como el constructor del campo deportivo original. El estadio fue inicialmente otorgado a la ATSV y al VfB se le otorgó un derecho de uso. Después de que el dinero de Toto y la ayuda de la ciudad permitieron a la ATSV construir su propio estadio, VfB se hizo cargo del estadio mediante un contrato de arrendamiento con la Ciudad Hanseática de Lübeck y amplió las áreas de pie en los años siguientes, de modo que hasta 20 000 espectadores se sentaron el día 25 de octubre de 1959 en el derbi de la ciudad contra el LBV Phoenix en la Oberliga Nord de fútbol 1959-60.
Hasta la década de 1990, sólo se realizaron trabajos de renovación menores en Lohmühle, hasta que el VfB Lübeck en 1995 ascendió a la 2. Bundesliga y tuvo que cumplir varios requisitos. Entre otras cosas, la tribuna de la sala de pie erigida por la policía de SV fue reemplazada por una construcción más grande, que también contiene espacio para la oficina y la tienda de abanicos, vestuarios en el sótano y 22 asientos VIP, una sala VIP y de prensa y un restaurante en el piso superior. La tribuna principal anterior en la recta posterior actual todavía se usa hoy y ahora se conoce generalmente como la "madera vieja". Las cabañas y habitaciones dentro de la antigua tribuna son utilizadas principalmente por el departamento juvenil de la VfB.
En el verano de 2000, después de llegar a la naciente Regionalliga 2000-01, se construyó un sistema de reflectores que correspondía a los estándares modernos de televisión y se había convertido en obligatorio para los partidos en la tercera división más alta. Anteriormente, el estadio sólo tenía iluminación entre 1992 y 1995, lo que tuvo que ceder en el curso de la construcción de la nueva tribuna.
Se abrió una nueva tribuna de pie para la temporada 2019-20. El nuevo bloque en la "curva del álamo" (en medio de los bloques E y F) se construyó durante aproximadamente medio año durante la operación y ofrece espacio para hasta 1400 fanáticos. Además de la nueva tribuna, también había áreas con visibilidad reducida que no se pueden vender. Además, un tercio de los asientos en el "Old Woods" basado en protección contra incendios no puede ocuparse y los espacios para cámaras de TV deben dejarse libres en la tribuna principal. El partido de la DFB-Pokal contra el FC St. Pauli en agosto de 2019 se agotó con 11 000 espectadores.
Desde noviembre de 2011 hasta junio de 2013, el lugar recibió el nombre del patrocinador "PokerStars.de-Stadion an der Lohmühle". Se dice que el contrato con el portal Onlinepoker trajo a VfB Lübeck un estimado de 100 000 a 150 000 euros anualmente.

## Otros usos aparte de los partidos del VfB Lübeck
La construcción del sistema de reflectores en el verano de 2000 hizo que el Lohmühle fuera cada vez más utilizable para partidos de fútbol más grandes. Anteriormente, solo unos pocos clubes (TuS Hoisdorf en 1988 en la DFB-Pokal 1988-89 contra el Bayern Múnich, Hamburger SV por dos juegos en la UI-Cup 1999) y de parte de la DFB (en abril de 2000 para un partido internacional femenino contra España) utilizaron el Lohmühle. Varios partidos internacionales juveniles se jugaron en el estadio Lohmühle (ver tabla). En el Campeonato Europeo de Fútbol para Mujeres 2009, se jugó otro partido internacional femenino en el Lohmühle. En el estadio con entradas agotadas, un total de 17 000 espectadores vieron el primer partido en casa del equipo nacional alemán después de conseguir título de la Copa Mundial. Alemania ganó 3:0 contra Bélgica con goles de Kerstin Garefrekes, Sandra Minnert y Birgit Prinz. Ningún otro partido de calificación EM ha tenido más espectadores hasta ahora.
El DFB también le otorgó otros partidos de la League Cup 2000 (Hamburger SV - Hertha BSC) y en 2002 (Bayer Leverkusen - Werder Bremen) en Lübeck.
Además, otros clubes de Schleswig-Holstein y el vecino Mecklenburg utilizaron el Lohmühle en la DFB-Pokal. Por ejemplo, el 31 de julio de 2011, el partido de la primera ronda entre el FC Anker Wismar de la Oberliga Nordost y el de la Bundesliga Hannover 96 tuvo lugar en Lübeck, desde que el Kurt-Bürger-Stadion en Wismar fue declarado no adecuado por la DFB. También por razones similares algunos partidos de la DFB-Pokal del FC Schönberg 95 (2010 contra VfL Wolfsburg), SV Eichede (2017 contra 1. FC Kaiserslautern) y SC Weiche Flensburg 08 (2018 contra Werder Bremen) se celebraron en el Lohmühle.
En la temporada 2011-12 de la 2. Bundesliga se jugó el partido de la primera jornada entre FC St. Pauli y FC Ingolstadt 04 debido a la sanción impuesta contra St. Pauli, el Lohmühle está cerrado.

## Partidos internacionales juveniles
| Fecha                   | Local    | Visitante | Resultado | Espectadores | Observaciones  |
| ----------------------- | -------- | --------- | --------- | ------------ | -------------- |
| 25 de noviembre de 1970 | Alemania | Suecia    | 1:0 (1:0) |              | Selección U-19 |
| 1 de septiembre de 2000 | Alemania | Grecia    | 2:1 (0:0) | 4500         | Selección U-21 |
| 10 de octubre de 2003   | Alemania | Islandia  | 1:0 (0:0) | 6100         | Selección U-21 |
| 10 de abril de 2007     | Alemania | Suecia    | 4:1 (2:0) | 2300         | Selección U-19 |
| 15 de abril de 2007     | Alemania | Escocia   | 3:0 (1:0) | 2670         | Selección U-19 |
| 28 de mayo de 2008      | Alemania | Dinamarca | 4:0 (1:0) | 5250         | Selección U-21 |
| 5 de marzo de 2014      | Alemania | Francia   | 1:3 (0:1) | 3771         | Selección U-18 |
| 4 de septiembre de 2014 | Alemania | Dinamarca | 4:3 (0:1) | 400          | Selección U-16 |
| 3 de septiembre de 2015 | Alemania | Dinamarca | 2:1 (1:0) | 4823         | Selección U-21 |
| 1 de septiembre de 2016 | Alemania | Italia    | 0:1 (0:0) | 3106         | Selección U-20 |
| 17 de abril de 2017     | Alemania | Dinamarca | 3:1 (1:0) | 2077         | Selección U-19 |

## Ubicación e indicaciones
El Lohmühle se encuentra en el noroeste de Lübeck, directamente en el Bundesautobahn 1 (A 1), salida Lübeck Zentrum, y se puede llegar rápida y fácilmente a través de él, ya que después de la salida lo encontrará en el camino de acceso un letrero que dice Bei der Lohmühle. Hay aproximadamente 500 espacios de estacionamiento en el estadio, lo que significa que los espectadores prefieren usar el transporte público. Sin embargo, en las inmediaciones de Lohmühle hay muchos más espacios de estacionamiento de varias ferreterías grandes.

## Datos
- Capacidad total de espectadores: 15 292 asientos[15]
- Asientos: 5050 cubiertos
- De pie: 9315
- Asientos para invitados: aprox. 300
- Visitantes de pie: aprox. 1000
- Espacios para discapacitados: 10 espacios para sillas de ruedas en el Bloque B
- Sistema de reflector: 96 lámparas, distribuidas en 4 mástiles, cada una con una intensidad de luz de 800 lux.
- Sistema de altavoces: 18 altavoces
- Estacionamiento: 500
- Palcos: 22 para 10 huéspedes cada una
- Puestos para negocios: 315